# Лёгкая атлетика на летних Олимпийских играх 1904 — бег на 100 метров
Соревнования по бегу на 100 метров среди мужчин на летних Олимпийских играх 1904 прошли 3 сентября. Приняли участие 13 спортсменов из трёх стран.

## Призёры
| Золото       | Серебро                | Бронза              |
| Арчи Хан США | Натаниэль Картмелл США | Уильям Хогенсон США |

## Рекорды
| Мировой рекорд     | Официального рекорда не было до 6 июля 1912 года | —      |                               |                           |  |
| Олимпийский рекорд | Фрэнк Джарвис (USA) Джон Тьюксбери (USA)         | 10,8 с | Париж, Франция Париж, Франция | 14 июля 1900 14 июля 1900 |  |

## Соревнование

### Полуфинал
| Место | Спортсмен                  | Результат  |
| ----- | -------------------------- | ---------- |
| 1     | Арчи Хан (USA)             | 11,4 с     |
| 2     | Лоусон Робертсон (USA)     | Неизвестен |
| 3     | Бела Мезо (HUN)            | Неизвестен |
| 4     | Один неизвестный спортсмен | Неизвестен |

| Место | Спортсмен               | Результат  |
| ----- | ----------------------- | ---------- |
| 1     | Уильям Хогенсон (USA)   | 11,6 с     |
| 2     | Фредерик Хеквольф (USA) | Неизвестен |
| 3     | Роберт Керр (CAN)       | Неизвестен |
| 4     | Майер Принштайн (USA)   | Неизвестен |

| Место | Спортсмен                  | Результат  |
| ----- | -------------------------- | ---------- |
| 1     | Натаниэль Картмелл (USA)   | 11,4 с     |
| 2     | Фэй Маултон (USA)          | Неизвестен |
| 3     | Клайд Блэр (USA)           | Неизвестен |
| 4     | Фрэнк Каслмэн (USA)        | Неизвестен |
| 5     | Один неизвестный спортсмен | Неизвестен |

### Финал
| Место | Спортсмен                | Результат  |
| ----- | ------------------------ | ---------- |
| 1     | Арчи Хан (USA)           | 11,0 с     |
| 2     | Натаниэль Картмелл (USA) | 11,2 с     |
| 3     | Уильям Хогенсон (USA)    | 11,2 с     |
| 4     | Фэй Маултон (USA)        | Неизвестен |
| 5     | Фредерик Хеквольф (USA)  | Неизвестен |
| 6     | Лоусон Робертсон (USA)   | Неизвестен |